# Amniscites pictipes
Amniscites pictipes är en skalbaggsart som först beskrevs av Bates 1863. Amniscites pictipes ingår i släktet Amniscites och familjen långhorningar.
Artens utbredningsområde är:
- Costa Rica.
- Panama.

Inga underarter finns listade i Catalogue of Life.